# Rae Robertson
Rae Robertson, né le 29 novembre 1893 à Ardersier, Inverness, Écosse, et mort le 4 novembre 1956 à Los Angeles, est un pianiste écossais.

## Biographie
Rae Robertson naît le 29 novembre 1893 à Ardersier, en Écosse. Il fait ses études avec Frederick Niecks à l'Université d'Édimbourg, puis avec Tobias Matthay et Frederick Corder à la Royal Academy of Music de Londres. Il épouse la pianiste Ethel Bartlett avec qui il donne de nombreux concerts en Europe et aux États-Unis. Ils ont d'ailleurs tous les deux édité un recueil d'œuvres pour deux pianos aux Oxford University Press.

## Sources
- Nicolas Slonimsky, Alain Paris et Marie-Stella Paris, Dictionnaire biographique des musiciens, R. Laffont, 1995 (ISBN 2-221-06510-7, 978-2-221-06510-5 et 2-221-06787-8, OCLC 33096600, lire en ligne)